# 緑村 (福岡県)
緑村（みどりむら）は、福岡県山門郡にあった村。現在のみやま市の一部。

## 地理
清水連山の南端、大根川の上流・下流域に位置していた。
- 河川：緑川（もと実取川）[1]

## 歴史
- 1889年（明治22年）4月1日 - 町村制の施行により、山門郡松田村、大広園村、清水村、河原内村が合併して村制施行し、緑村が発足[1][2]。
- 1907年（明治40年）1月1日 - 緑村を二分割し、大字松田・大広園は山門郡瀬高町、本郷村、小川村、川沿村と合併し瀬高町が存続し、大字清水・河原内は山門郡富原村、竹海村、万里小路村と合併して山川村を新設して廃止された[1][2]。